# ブルー・オーファン
『ブルー・オーファン』（原題：Shades of a Blue Orphanage）は、アイルランド出身のハードロック・バンド、シン・リジィが1972年に発表した2作目のスタジオ・アルバム。

## 解説
アルバム・タイトルは、シン・リジィ結成前のエリック・ベルの所属バンド「Shades of Blue」と、フィル・ライノットおよびブライアン・ダウニーの所属バンド「Orphanage」を合わせて付けられた。「いとしのサラ（原題：Sarah）」はライノットの祖母に捧げられた曲で、シン・リジィが7年後に発表した曲「Sarah」（ライノットの娘に捧げられた）とは別物である。本作のレコーディングに参加したクロダー・シモンズは、シン・リジィのオープニングアクトを務めたこともあるフォーク・グループ、メロウ・キャンドルのメンバーである。
Eduardo Rivadaviaはオールミュージックにおいて5点満点中3点を付け「デッカ・レコードがシン・リジィをどのように売り出すべきか分かっていなかったことを証明した、つまらない作品」「アグレッシヴなハードロック"Baby Face"と、後にライノットのトレードマークとなるスタイルを先取りした、物悲しいミッド・テンポのバラード"Buffalo Gal"における愛らしい下降フレーズのリフが、このアルバムの数少ない、そして真に輝かしい瞬間である」と評している。

## リイシュー
2010年に発売されたリマスターCDには、9曲のボーナス・トラックが収録された。そのうち「ウィスキー・イン・ザ・ジャー」（アイルランド民謡の翻案）と「ブラック・ボーイズ・オン・ザ・コーナー」は1972年のシングル曲で、バンド側は後者をA面にしようと考えていたが、レーベルの判断により「ウィスキー・イン・ザ・ジャー」がA面扱いとなり、結果的には1973年1月20日に全英シングルチャート入りを果たし、12週トップ100入りして最高6位を記録するヒットとなった。また、「バッファロー・ギャル」、「いとしのサラ」、「ブロウト・ダウン」の「1977年オーヴァーダブ&リミックス・ヴァージョン」ではゲイリー・ムーアのギターがオーバー・ダビングされている。

## 収録曲
特記なき楽曲はフィル・ライノット作。
1. ファンキーな遊牧民 - "The Rise and Dear Demise of the Funky Nomadic Tribes" (Phil Lynott, Eric Bell, Brian Downey) - 7:06
2. バッファロー・ギャル - "Buffalo Gal" - 5:29
3. ジャイヴでイキイキ - "I Don't Want to Forget How to Jive" - 1:46
4. いとしのサラ - "Sarah" - 2:58
5. ブロウト・ダウン - "Brought Down" - 4:19
6. ベイビー・フェイス - "Baby Face" - 3:27
7. 今日はのんびり - "Chatting Today" - 4:19
8. ポリスを呼べ - "Call the Police" - 3:37
9. ブルー・オーファン - "Shades of a Blue Orphanage" - 7:05

### 2010年リマスターCDボーナス・トラック
1. ウィスキー・イン・ザ・ジャー（フル・レンス・ヴァージョン・オブ・シングル・トラック） - "Whiskey in the Jar" (Traditional) - 5:45
2. ブラック・ボーイズ・オン・ザ・コーナー - "Black Boys on the Corner" - 3:24
3. バッファロー・ギャル（1977年オーヴァーダブ&リミックス・ヴァージョン） - "Buffalo Gal (1977 overdubbed and remixed version)" - 5:10
4. いとしのサラ（1977年オーヴァーダブ&リミックス・ヴァージョン） - "Sarah (1977 overdubbed and remixed version)" - 2:47
5. ブロウト・ダウン（1977年オーヴァーダブ&リミックス・ヴァージョン） - "Brought Down (1977 overdubbed and remixed version)" - 3:06
6. 自殺（BBCラジオ1 / ジョン・ピール・セッション） - "Suicide (BBC Radio 1 John Peel Session)" - 4:03
7. ブラック・ボーイズ・オン・ザ・コーナー（BBCラジオ1 / ジョン・ピール・セッション） - "Black Boys on the Corner (BBC Radio 1 John Peel Session)" - 3:07
8. 老いゆく孤児の物語（BBCラジオ1 / ジョン・ピール・セッション） - "Saga of the Ageing Orphan (BBC Radio 1 John Peel Session)" - 3:39
9. ウィスキー・イン・ザ・ジャー（BBCラジオ1 / ジョン・ピール・セッション） - "Whiskey in the Jar (BBC Radio 1 John Peel Session)" (Traditional) - 5:55

## 参加ミュージシャン
- フィル・ライノット - ボーカル、ベース、アコースティック・ギター
- エリック・ベル - リードギター、アコースティック・ギター
- ブライアン・ダウニー - ドラムス、パーカッション

アディショナル・ミュージシャン
- クロダー・シモンズ - ハープシコード、メロトロン